# Христинівка (моторвагонне депо)
Моторвагонне депо Христинівка (РПЧ-6 «Христинівка», до 2015 року — відокремлений структурний підрозділ «Моторвагонне депо Христинівка» державного підприємства «Одеської залізниці») — підприємство залізничного транспорту. Розташоване на станції Христинівка.
Підпорядковується службі приміських пасажирських перевезень Одеської залізниці.
Забезпечує обслуговування пасажирів у приміському сполученні, а також поточне утримання та різні види ремонту моторвагонного рухомого складу.

## Історія
Підприємство засноване 2008 року при реструктуризації локомотивного депо ТЧ-6 «Христинівка».

## Структура

### Оборотні депо
- Оборотне моторвагонне депо Шевченко (РПД-5)
- Оборотне моторвагонне депо Миколаїв (РПД-8)

## Рухомий склад
- Дизель-поїзди Д1, ДЕЛ-02.